# Refroidissement climatique
Le refroidissement climatique est un changement climatique consistant en une baisse des températures moyennes qui s'est produite sur des très longues périodes pour culminer avec les glaciations, et à plusieurs reprises au cours des 600 dernières années.
Alternant avec des périodes de réchauffement climatique, il est complètement étranger à l'activité humaine sur la planète.

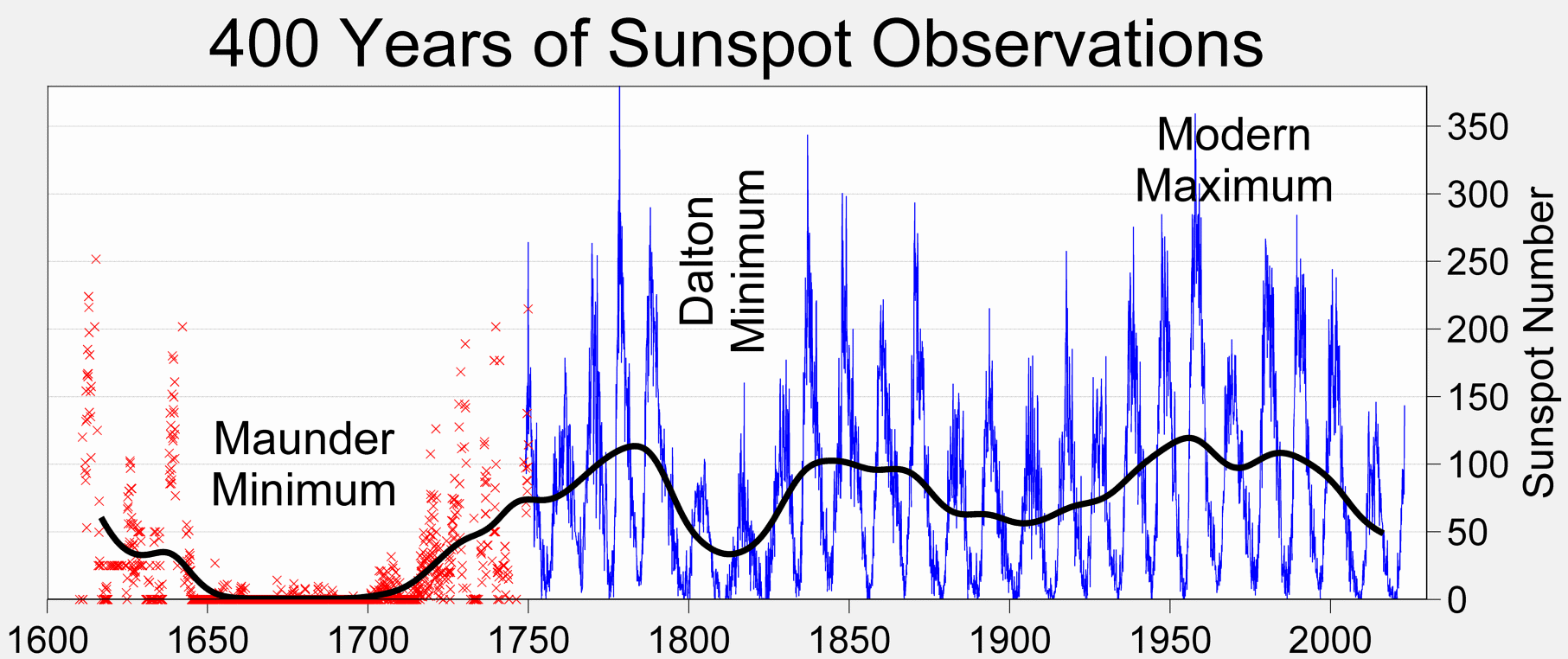
Évolution du nombre de taches solaires depuis l'an 1600. Le Minimum de Maunder illustre l'influence des taches solaires sur le climat. Contributeur à la variabilité du climat, ce phénomène est négligeable dans le réchauffement climatique actuel : ces proportions sont rappelées dans la synthèse Saison Brune en bandes dessinées, publiée en 2012 par Philippe Squarzoni.

Dans un contexte global de réchauffement, certaines régions, océaniques notamment, par exemple à la suite de modifications des courants marins, de la stratification des eaux froides ou salées (plus denses) et/ou du régime des vents, en lien avec la fonte des glaces polaires peuvent être exposées à un refroidissement. Ce pourrait être le cas bientôt dans le cas de la sous-région Atlantique nord subpolaire qui a déjà connu un épisode de refroidissement rapide vers 1970.

## Explication
Plusieurs éléments sont à prendre en considération et notamment l'activité solaire. En effet le minimum de Dalton qui s'est déroulé entre 1790 et 1830 environ, le minimum de Maunder de 1645 à 1715 et le minimum de Spörer qui s'est étalé de 1420 à 1570, ont eu des répercussions climatiques sur les températures moyennes du globe et un impact plus marqué sur l'Europe et l'Amérique du Nord.
On peut connaitre les variations de l'activité solaire en prenant les observations de taches solaires faites quotidiennement depuis le début du XVIIe siècle et de façon plus certaine depuis près de 30 ans grâce à l'observation satellitaire.
Depuis 2006, le minimum d'activité solaire du passage du cycle 23 au cycle 24 s'est prolongé d'au moins 10 mois de plus que la normale et l'activité solaire est depuis restée très basse avec moins de 25 taches solaires par mois.

## Thèse
Dennis Avery, dans son livre à succès, « Unstoppable Global Warming: Every 1,500 Years (en) » (2006), qui figura dans la liste des succès de librairie du New York Times, affirme que les prochains 20 à 30 ans apporteront un refroidissement climatique. Cet auteur émarge au Hudson Institute, un think tank spécialisé dans la recherche en politiques publiques et en questions internationales et stratégiques.
Jusqu'à aujourd'hui (2024), on observe au contraire que le réchauffement climatique se poursuit. Le fait que le climat se réchauffe ainsi que l'attribution de ce réchauffement aux activités humaines fait consensus parmi les scientifiques.